# Hypopyra persimilis
Hypopyra persimilis là một loài bướm đêm trong họ Erebidae.